# 8850 Bignonia
8850 Bignonia è un asteroide della fascia principale. Scoperto nel 1990, presenta un'orbita caratterizzata da un semiasse maggiore pari a 2,9890645 UA e da un'eccentricità di 0,0891024, inclinata di 10,64545° rispetto all'eclittica.